# Costasiella nonatoi
Costasiella nonatoi är en snäckart som beskrevs av Ev. Marcus och Er. Marcus 1960. Costasiella nonatoi ingår i släktet Costasiella och familjen Costasiellidae. Inga underarter finns listade i Catalogue of Life.